# 看護師養成課程を持つ中華人民共和国の大学一覧
看護師養成課程を持つ中華人民共和国の大学一覧（かんごしようせいかていをもつちゅうかじんみんきょうわこくのだいがくいちらん）では、看護師の養成課程を有する中華人民共和国の大学の一覧を示す。また、护理が看護の中国語表記である。

## 華北

### 北京市
- 北京大学・看護学院（中国語）（北京市海淀区）
- 北京協和医学院 看護学院（北京市東城区）
- 首都医科大学 看護学院（北京市豊台区）
- 北京中医薬大学 看護学院（北京市朝陽区）

### 天津市
- 中国人民武装警察部隊後勤学院（中国語版） 看護学系（天津市東麗区）

### 河北省
- 河北中医学院（中国語版） 看護学院（石家荘市）
- 河北大学 医学部看護学院（保定市）

### 山西省
- 山西医科大学（中国語版） 看護学院（晋中市楡次区）
- 山西衛生健康職業学院（中国語版） 看護系（晋中市楡次区）
- 長治医学院（中国語版）（長治市）
- 山西中医薬大学（中国語版） 看護学院（太原市）

### 内モンゴル自治区
- 内モンゴル医科大学（中国語版）（フフホト市）

## 東北

### 遼寧省
- 中国医科大学 看護学院（瀋陽市瀋北新区）
- 遼寧中医薬大学 看護学院（瀋陽市皇姑区）

### 吉林省
- 吉林大学・白求恩医学部（中国語版）
- 延辺大学 看護学院（延辺朝鮮族自治州延吉市）

### 黒竜江省
- ハルビン医科大学 看護学院（ハルビン市南崗区）
- 永州職業技術学院（中国語版） 看護系（永州市零陵区）
- 牡丹江医学院（中国語版）（牡丹江市愛民区）

## 華東

### 上海市
- 復旦大学 看護学院（上海市楊浦区）
- 上海交通大学・医学院（中国語） 看護学院（上海市黄浦区）

### 山東省
- 濰坊医学院（中国語版） 看護学院（濰坊市奎文区）
- 徳州学院 医薬看護学院、徳州学院中等看護学校（徳州市）

### 江蘇省
- 南京中医薬大学翰林学院（中国語版） 看護学院（独立学院（中国語版））（泰州市）
- 江蘇看護職業学院（中国語版）（淮安市）
- 南京医科大学（中国語版） 看護学院（南京市）
- 東南大学 医学院 看護学系（丁家橋キャンパス）（南京市鼓楼区）

### 安徽省
- 安徽医科大学（中国語版） 臨床医学院 看護学系（合肥市）
- 安徽衛生健康職業学院（中国語版） 看護系（池州市）

### 浙江省
- 温州医科大学 看護学院（温州市甌海区温州茶山高教园区）
- 浙江大学医学院（中国語版） 看護系（延安路（中国語版））（紫金港キャンパス）（杭州市西湖区）
- 浙江中医薬大学 看護学院（杭州市浜江区）
- 杭州医学院（中国語版） 看護専業（杭州市）

### 江西省
- 南昌大学（中国語版）・医学院 看護学院（南昌市）
- 江西中医薬大学（中国語版） 看護学院（南昌市）
- 贛南医学院（中国語版） 看護学院（贛州市）
- 井岡山大学（中国語版） 医学部 看護学院（吉安市青原区）

### 福建省
- 漳州衛生職業学院（中国語版） 看護系（漳州市薌城区）

## 中南

### 河南省
- 河南科技大学（中国語版） 看護学院（洛陽市洛竜区）
- 新郷医学院三全学院（中国語版）（独立学院（中国語版））（新郷市）
- 河南中医薬大学（中国語版） 看護学院（鄭州市）

### 湖北省
- 武漢科技大学 医学院 看護学系（武漢市青山区）
- 華中科技大学 同済医学院看護学院（武漢市）

### 湖南省
- 南華大学 看護学院（衡陽市蒸湘区）
- 湖南交通工程学院（中国語版） 看護系（衡陽市蒸湘区）
- 湖南医薬学院（中国語版） 看護系（懐化市）
- 湖南師範大学 医学院 看護学系（長沙市岳麓区）
- 湖南師範大学樹達学院（中国語版） 医学系 看護学（長沙市）
- 湖南中医薬高等専科学校（中国語版） 看護系（株洲市）
- 常徳職業技術学院（中国語版） 看護系（常徳市武陵区）

### 広東省
- 中山大学 医学院（広州校区）（広州市越秀区）
- 曁南大学 医学部（基礎医学院）（広州市天河区）
- 南方医科大学（中国語版）（広州市白雲区）
- 広州医科大学（中国語版） 看護学院（広州市番禺区）
- 広州中医薬大学（中国語版） 看護学院（広州市白雲区）
- 広東医科大学（中国語版） 看護学院（湛江市）
- 肇慶医学高等専科学校（中国語版） 看護系（肇慶市端州区）

### 広西チワン族自治区
- 広西医科大学 看護学院（南寧市青秀区）
- 広西中医薬大学 看護学院（南寧市）
- 右江民族医学院（中国語版） 看護学院（百色市）
- 桂林医学院（中国語版） 看護学院（桂林市）

### 海南省
- 海南医学院 国際看護学院（海口市竜華区）

## 西南

### 重慶市
- 重慶医科大学（中国語版） 看護学院（重慶市渝中区）
- 重慶人文科技学院（中国語版） 看護学院（重慶市合川区）

### 雲南省
- 昆明医科大学 看護学院（昆明市呈貢区）
- 雲南中医薬大学 看護学院（昆明市呈貢区）
- 曲靖医学高等専科学校 看護学院（曲靖市麒麟区）

### 貴州省
- 遵義医科大学（中国語版） 看護学院（遵義市紅花崗区）
- 貴州看護職業技術学院（中国語版）（貴定県・貴陽市）

### 四川省
- 成都中医薬大学 看護学院（成都市温江区）
- 成都医学院（中国語版） 看護学院（成都市新都区）

## 西北

### 陝西省
- 西安交通大学 医学部 看護学系（西安市雁塔区）
- 西安交通大学城市学院（中国語版） 看護系（西安市）
- 渭南職業技術学院（中国語版） 看護系（渭南市）

### 甘粛省
- 甘粛中医薬大学（中国語版）（蘭州市城関区）
- 甘粛医学院（中国語版） 看護学院（平涼市崆峒区）
- 甘粛衛生職業学院（中国語版） 臨床看護学院 看護系（蘭州市城関区 蘭州高新技術産業開発区（中国語版））

### 青海省
- 青海衛生職業技術学院（中国語版） 看護学（西寧市）

### 寧夏回族自治区
- 寧夏医科大学（中国語版） 看護学院（高等衛生職業技術学院）（銀川市興慶区）

### 新疆ウイグル自治区
- 新疆医科大学 看護学院（ウルムチ市）